# تانيا بارامزينا
تاتيانا نيكولايفنا بارامزينا(بالروسية:Татья́на Никола́евна Барамзина́)(ديسمبر 1919-يوليو 1944) كانت قناصة سوفيتية خلال الحرب الوطنية العظمى، منحت بعد وفاتها النجمة الذهبية مع وسام بطلة الاتحاد السوفيتي.

## حياتها
ولدت في مدينة جلازوف في أودمورتيا، تخرجت من معهد التربية في جلازوف وامضت سنتين كمعلمة في رياض الأطفال في قرية كاتشكاشور، في عام 1940 التحقت بجامعة بيرم، وعندما غزت ألمانيا الاتحاد السوفيتي، بدأت في حضور دورات التمريض في المساء، وفي النهار كانت تتدرب على القنص.

## الحرب العالمية الثانية
في يونيو 1943 ارسلت إلى المدرسة المركزية لتعليم القنص للإناث وبعد التخرج في أبريل عام 1944 تم ارسالها إلى الجبهة البيلاورسية الثالثة وخلال الأشهر الثلاث الأولى اقتنصت مالايقل عن 16 جندي الماني عندما كانت تخدم في الكتيبة الثالثة لفوج البندقية 252، في 5 يوليو قامت كتيبة تاتيانا بانزال جوي خلف خطوط العدو من اجل السيطرة على تقاطع طرق بالقرب من قرية بيكالين في سماليافيتشي على امل قطع الطريق وعرقلة انسحاب القوات الالمانية، لكن قبل وصولهم إلى تقاطع الطرق اندلعت اشتباكات بينهم وبين الالمان وتكبدت الكتيبة خسائر فادحة بينما قتلوا 20 جندياً المانياً، الكتيبة اوكلت إلى تاتيانا العناية بالجرحى بسبب معرفتها بالعناية الطبية، لكن الخندق الذي كانت تستخدمة الكتيبة لايواء الجرحى سيطر علية الالمان واصيبت تاتيانا بجروح نتيجة اصابتها بنيران المدفعية وتم اسرها، اثناء الاسر تعرضت للتعذيب الشديد في سبيل كشف المعلومات لكنها رفضت الاعتراف الأمر الذي جعل الضباط الالمان يقتلعون عيونها وتم استخدام جسدها كـ هدف لتدريب الجنود الذين يستخدمون مضادات الدبابات.

## التكريم
تم إنشاء نصب تذكاري لها في مسقط رأسها في جلازوف كما تم تسمية شارع على اسمها بنفس المدينة إضافة إلى منحها وسام بطلة الاتحاد السوفيتي